# Karabinek Mauser Kar98k
Karabiner 98k (Kar98k, K98k) – niemiecki karabinek powtarzalny opracowany jako zmodernizowana i skrócona wersja karabinu Gew98. Podstawowy karabinek sił zbrojnych III Rzeszy w latach 1935–1945. Współcześnie stanowiący wyposażenie kompanii reprezentacyjnej Bundeswehry.

## Historia konstrukcji
Przepisowym karabinem Armii Cesarstwa Niemieckiego w czasie I wojny światowej był Mauser Gewehr 98 (Gew98). Był to typowy karabin z przełomu XIX i XX wieku o długości 1250 mm, z lufą długości 740 mm. Doświadczenia wojenne wykazały jednak, że tak długa lufa jest zbędna, a karabin za długi.
Efektem tych doświadczeń było skonstruowanie w latach 20. XX wieku w kilku państwach skróconych karabinów systemu Mausera z lufami długości 590–600 mm (belgijski FN Mle 24, czechosłowacki vz. 24, polski kbk wz. 29). W Niemczech podstawą do stworzenia krótkiego karabinu był Kar98b (zmodernizowany Gew98). Była to broń o wymiarach typowego karabinu czyli z lufą 740 mm, różniąca się od Gew98 jedynie zgiętą rączką zamkową, mocowaniem pasa nośnego (do noszenia przez plecy), oraz zmodyfikowanym podajnikiem magazynka (przy pustym magazynku podajnik blokował zamek w tylnym położeniu informując żołnierza o konieczności ponownego załadowania magazynka).

Nowy karabinek był początkowo produkowany na eksport. Dopiero 14 czerwca 1935 r. został przyjęty do uzbrojenia jako Kar98k, stając się podstawową bronią nowo tworzonego Wehrmachtu. Pierwszą modernizację Kar98k przeszedł w 1939 r. Osłonięto wtedy muszkę tunelową osłoną. Kiedy zaczęło brakować drewna orzechowego na łoże, zastąpiono je łożem wykonanym ze sklejki. Nowy materiał wymusił zmianę konstrukcji kolby, która zamiast płaskiej stopki otrzymała tłoczony z blachy trzewik. Coraz więcej części karabinka było tłoczonych (zamiast frezowanych).

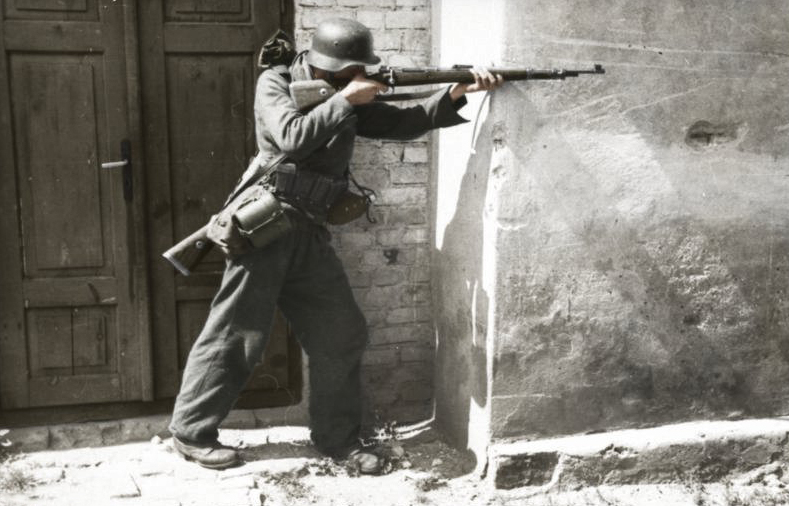
Żołnierz Wehrmachtu strzelający z Kar98k w czasie powstania warszawskiego

Pogarszająca się sytuacja militarna nazistowskich Niemiec na frontach II wojny światowej sprawiła, że od 1943 r. wprowadzano coraz więcej uproszczeń w konstrukcji karabinka. Broń ta w literaturze określana jest jako Kriegsmodell – wzór wojenny. Przedni bączek zastąpiła opaska z blachy, karabinki przestały być wyposażane w osadę bagnetu i wycior. W 1944 r. zastąpiono umieszczone na kolbie blaszane kowadełko z przelotowym otworem (tak zwana babka służąca do rozkładania zamka), otworem w trzewiku kolby. Egzemplarze wykonane w 1945 r. często posiadały stały celownik przystrzelany na odległość 100 metrów i skrócone łoże (oszczędność drewna). Niektóre egzemplarze nie posiadały żadnego pokrycia zabezpieczającego przed korozją. Zmiany te wprowadzano stopniowo.

W latach 1935–1945 wyprodukowano prawie 11,5 miliona sztuk. Fabrykacja miała miejsce w oberndorfskich i berlińskich zakładach Mausera, u JP Sauera w Suhl, w Ermie, Berlin – Lübecker Maschinenfabrik, Berlin – Suhler Waffen und Farzeugewerke, Steyr – Daimler – Puch AG Werk w Steyr, FN w Herstalu koło Liège, Waffenfabrik Brünn w Brnie i Gustloff Werke Werk w Weimarze. Pomimo wprowadzenia do uzbrojenia karabinów samopowtarzalnych i automatycznych Kar98k do końca wojny pozostał podstawową bronią Wehrmachtu i Waffen-SS.

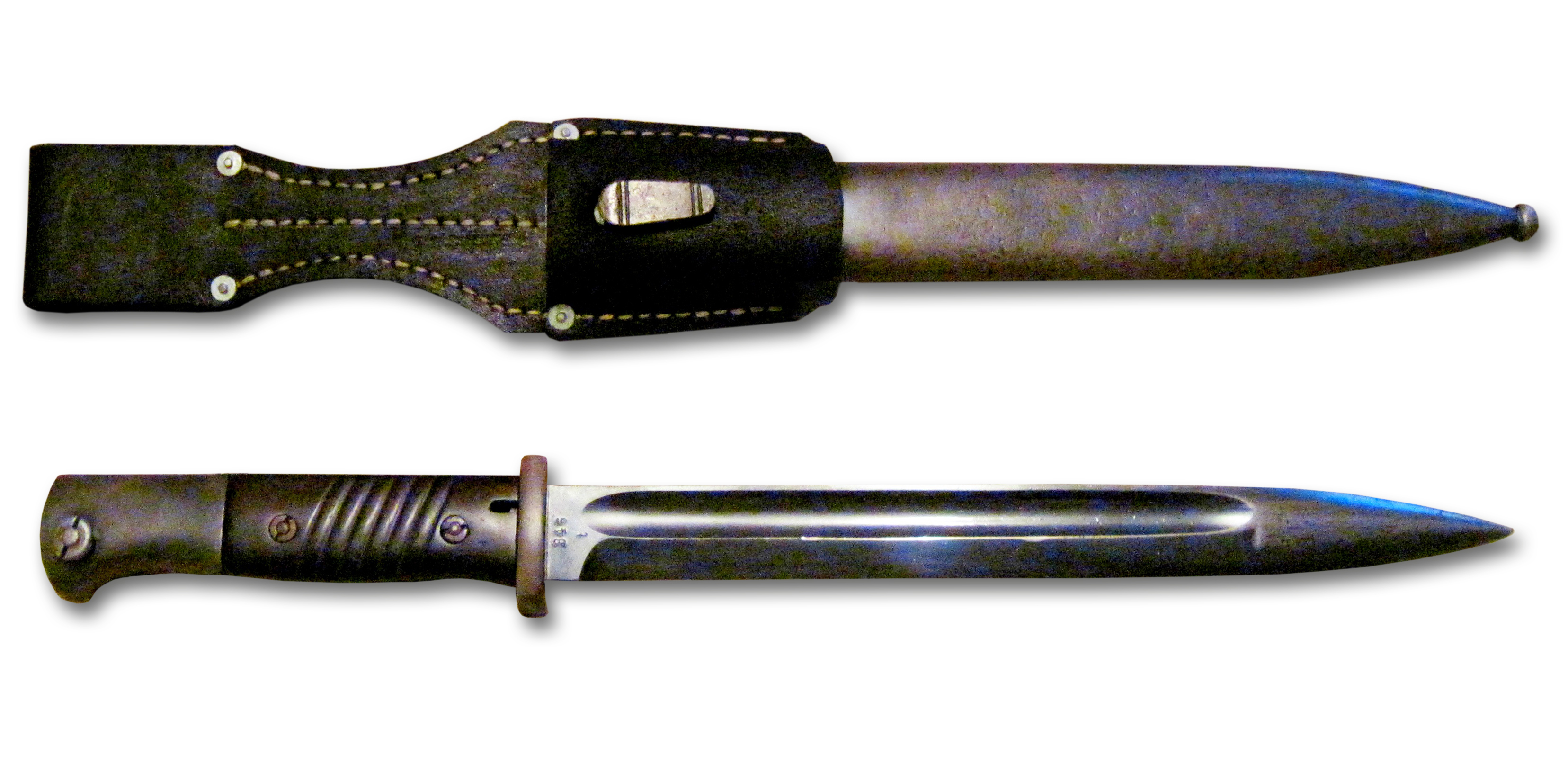
Bagnet S84/98 stosowany w Kar98k

Wraz z karabinkiem żołnierz otrzymywał skórzany pas nośny, bagnet S84/98 wraz z żabką, dwie ładownice wz. 11 (czarne lub w różnych odcieniach brązu każda na sześć pięcio-nabojowych łódek) oraz uniwersalny przybornik do czyszczenia broni wz. 34.

## Amunicja
Celownik wyskalowany został do naboju z pociskiem ciężkim sS (polskie oznaczenie SC), w innych państwach używanym wyłącznie do ciężkich karabinów maszynowych.

## Broń wyborowa

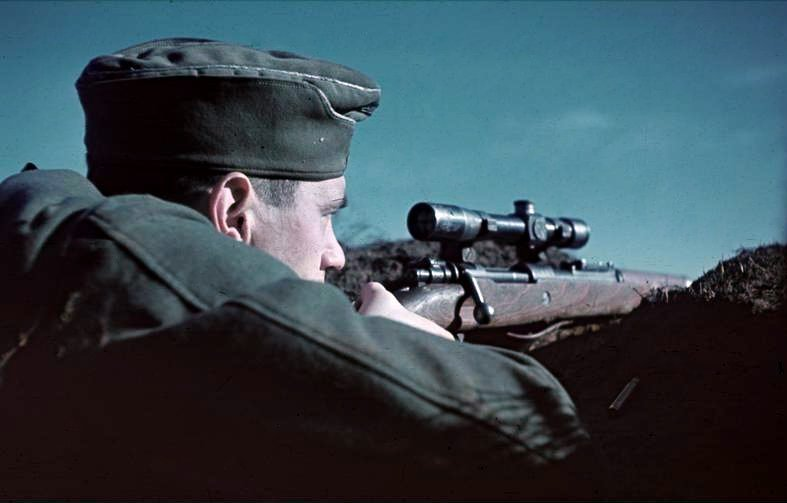
Niemiecki strzelec wyborowy podczas bitwy stalingradzkiej

Wyselekcjonowane pod względem skupienia i celności egzemplarze zaopatrywano w montaż do celownika optycznego. Stosowano różnorodne celowniki o powiększeniu półtorakrotnym (ZF41) i czterokrotnym różnych wytwórców.

## Odmiany składane
Dla spadochroniarzy skonstruowano dwie wersje składane. W roku 1939 zbudowano kilka egzemplarzy próbnych ze składaną na lewą stronę kolbą. W zakładach Mausera stworzono rozkładany na dwie części Kar 98/42. Miejsce rozłączania znajdowało się na wysokości komory nabojowej. Powstało tylko kilka sztuk do prób wojskowych.

## Opis konstrukcji

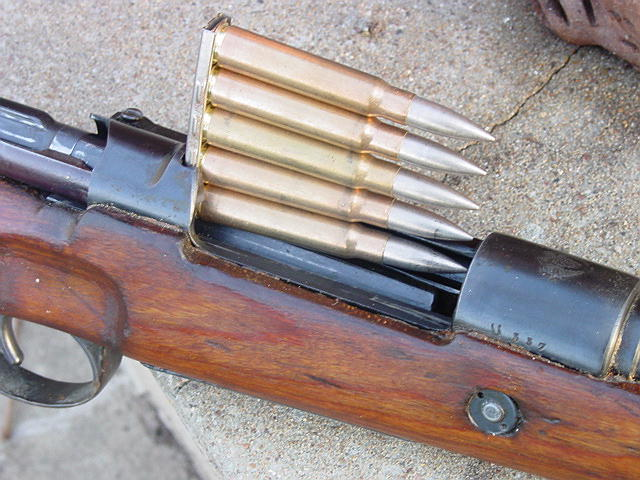
Ładowanie Kar98k za pomocą łódki

Karabinek Kar98k był indywidualną bronią powtarzalną. Zamek czterotaktowy, ślizgowo-obrotowy. Ryglowanie za pomocą trzech rygli. Zasilanie ze stałego, dwurzędowego magazynka pudełkowego o pojemności pięciu naboi. Przyrządy celownicze składały się z trójkątnej muszki i celownika krzywkowego. Broń była wyposażona w bagnet nożowy. Na zakończeniu lufy można było montować 30 mm granatnik karabinowy (garłacz) Gewehrgranatgerät (zwany potocznie Schiessbecher). Wystrzeliwano z niego za pomocą ślepego naboju granaty odłamkowe, przeciwpancerne (trzy wzory) i agitacyjne (z ulotkami).
Kar98k ze względu na swoje rozmiary (długość pośrednia pomiędzy typowym krótkim karabinkiem a długim karabinem) zaliczany jest przez niektórych bronioznawców (np. Leszka Erenfeichta) do kategorii broni określanej jako krótki karabin (termin zapożyczony z literatury anglosaskiej).

## Użytkownicy

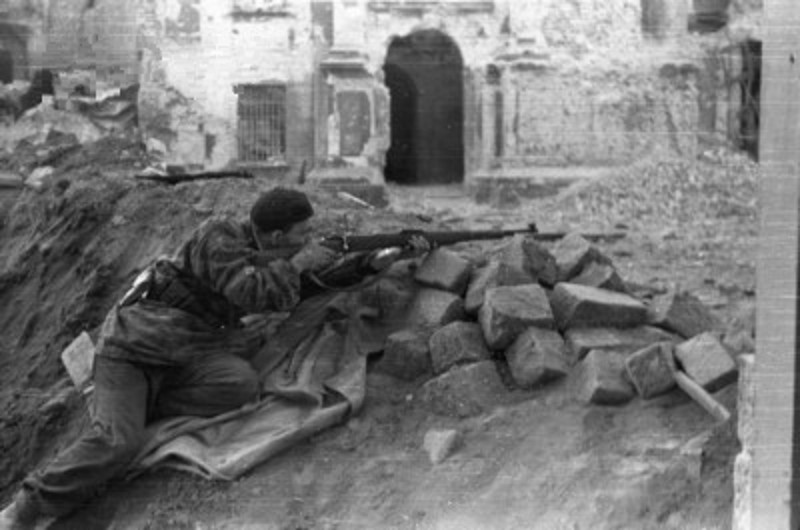
Warszawski powstaniec z kompanii Anna batalionu „Gustaw” z karabinkiem Kar98k

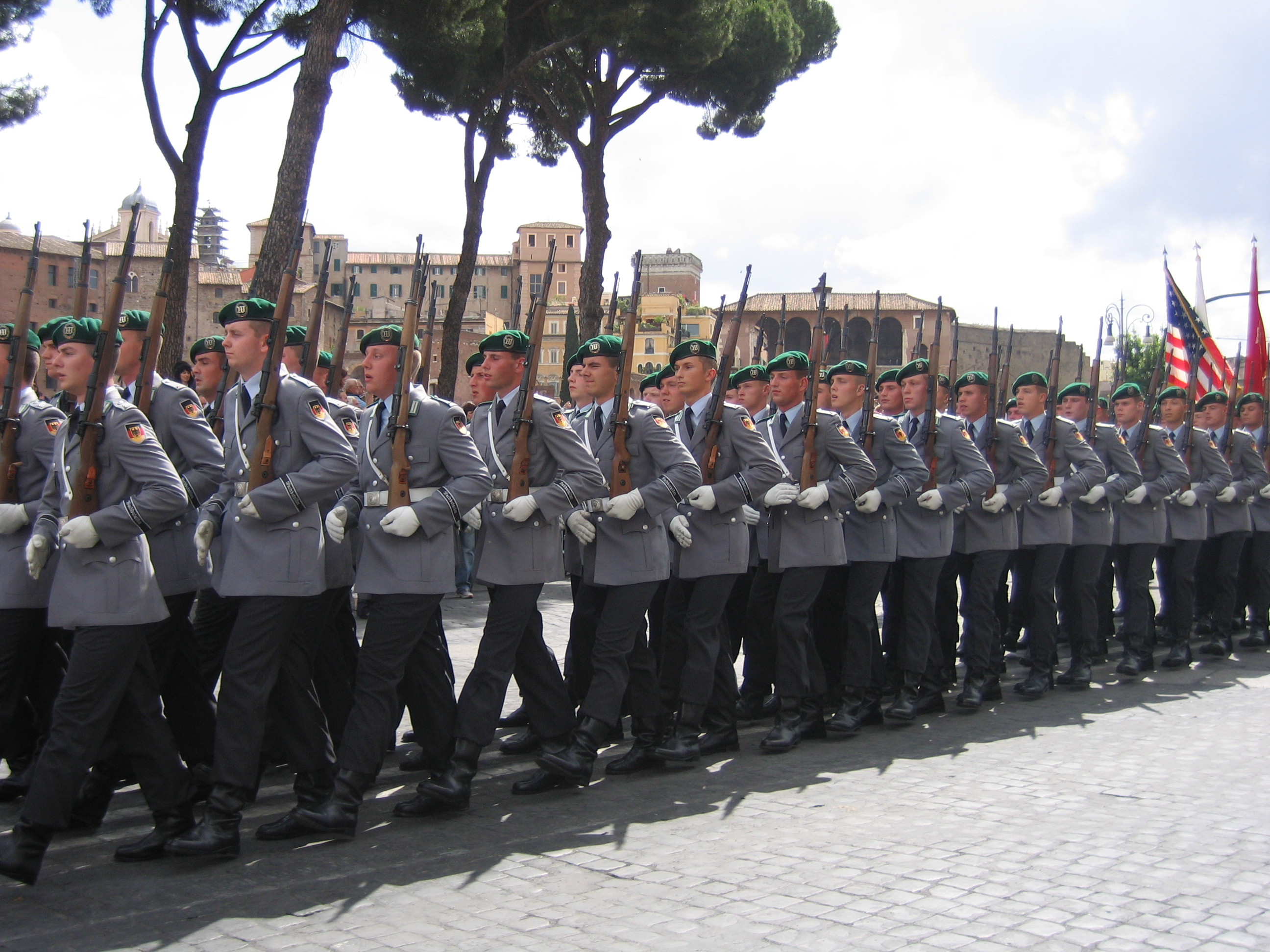
Kar98k na wyposażeniu kompanii reprezentacyjnej Bundeswehry

Po zakończeniu II wojny światowej karabinki Kar98k trafiły do arsenałów wielu państw, w niektórych jako broń formacji pomocniczych na przykład polska Straż Przemysłowa. Broń zyskała opinię solidnej i niezawodnej. Do tego była łatwo dostępna w dużych ilościach. Między innymi wiele Kar98k było używanych do lat 70. w Izraelu (większość izraelskich egzemplarzy została przebudowana na wersję kalibru 7,62 × 51 mm NATO). Obecnie jest wykorzystywany przez Wachbataillon – reprezentacyjny pododdział Bundeswehry.

- III Rzesza
- Austria
- Czechosłowacja
- Tajwan
- Chiny
- Chorwacja
- Dania
- Francja
- Holandia
- Izrael
- Jugosławia
- Luksemburg
- Niemcy
- NRD
- Norwegia
- Portugalia
- Polska
- ZSRR